# Omega Race
Omega Race is een computerspel dat werd ontwikkeld door Bally Midway Manufacturing en uitgegeven door Commodore. Het spel kwam eerst uit als arcadespel in 1981. Hierna werd het geporteerd naar diverse homecomputers. De speler bestuurt een Omegan Space Fighter en moet golven van tegenstanders vernietigen. Het spel kan met één en twee spelers tegelijkertijd gespeeld worden.

## Platforms
| Jaar | Platform                 |
| ---- | ------------------------ |
| 1981 | Arcadespel               |
| 1982 | Commodore 64, VIC-20     |
| 1983 | Atari 2600, ColecoVision |

## Ontvangst
| Beoordeeld door       | Platform     | Datum         | Score |
| --------------------- | ------------ | ------------- | ----- |
| TeleMatch             | ColecoVision | mei 1984      | 80%   |
| All Game Guide        | ColecoVision | 1998          | 70%   |
| The Video Game Critic | ColecoVision | 25 juni 2006  | 67%   |
| The Video Game Critic | Atari 2600   | 29 maart 2006 | 67%   |
| All Game Guide        | Commodore 64 | 1998          | 40%   |